# Nick Carter (investigatore)
Nick Carter è un personaggio immaginario nato nel 1886 nelle dime novel. Si tratta di un investigatore apparso in storie di vari autori stimate nell'ordine delle migliaia.

## Biografia del personaggio
Viene presentato nelle sue stesse opere come il più celebre investigatore del mondo. Addestrato fin dalla tenera età da suo padre, "Old Sim" Carter, presto ne raggiunge e supera i livelli di eccellenza intellettuale e fisica prima che il suo genitore sia ucciso. Proprio la scoperta degli assassini del padre sarà il primo successo investigativo.
In questa stessa avventura, incontra anche Ethel Dalton, che presto diverrà sua moglie, dandogli un figlio, Ralph, prima di essere ammazzata. Possiede un alloggio in Madison Avenue, a New York, ma le sue indagini lo portano spesso in giro per il mondo, accompagnato dai fidati aiutanti Chick, figlio adottivo, Patsy, Ten-Ichi e altri.

## Caratterizzazione
Nick svolge le sue indagini equipaggiato con un kit di attrezzi e travestimenti. Tiene due pistole nascoste installate nelle maniche del suo soprabito, su dispositivi attivati a molla, oltre a due altri revolver. Viene presentato come un personaggio allenato e atletico, sebbene non particolarmente alto. Possiede risorse considerevoli, in particolare appartamenti e rifugi in varie zone di New York e in altre città, dove custodisce ogni genere di attrezzatura per il travisamento, oltre a valori, armi e attrezzi.

## Concezione e sviluppo
Fu ideato da Ormond Gerald Smith, ma il primo a raccontare le sue avventure fu John Russel Coryell sul New York Weekly con la storia The Old Detective's Pupil (ossia L'allievo del vecchio detective), pubblicata in 13 puntate a partire dal 18 settembre.
Il personaggio divenne poi titolare di una propria rivista personale, il Nick Carter Weekly, stampata fino al 1915.
Negli anni '50 le sue storie furono recitate alla radio nel programma Nick Carter, Master Detective.
Dal 1964 e fino al 1990 ci fu un revival delle storie di Carter, divenuto l'agente segreto N3 dell'agenzia Axe nella serie Killmaster, scritta da diversi autori, che conta 261 racconti.

## Altri media

### Fumetto
Nel 1972, per la trasmissione televisiva Gulp! Fumetti in TV, gli autori Bonvi e Guido De Maria crearono un personaggio con lo stesso nome, vagamente ispirato a quello originario, che fu protagonista di cartoni animati e di fumetti fino al 1981.